# Менсфілдська в'язниця
Менсфілдська в'язниця (англ. Ohio State Reformatory) — це в'язниця, розташована в місті Менсфілд, штат Огайо, США. ЇЇ будівництво тривало з 1886 до 1910 років, а закриття закладу відбулося в 1990 році. Будівлю часто використовували для зйомок фільмів, телевізійних шоу та музичних відеокліпів. Але пізнаваною Менсфілдська в'язниця стала завдяки фільму «Втеча із Шоушенка» (1994). Виправний заклад зараз відкритий для туристів 4 дні на тиждень з 1 квітня по 2 вересня. Також є тури у вихідні та святкові дні.

## Історія
Історія Менсфілдської в'язниці почалася в 1862 році. Територія, на якій згодом побудували в'язницю, використовувалася як тренувальний табір для солдатів. В 1867 році було вирішено на цьому місці збудувати виправний заклад. Будівництво почалося в 1886 році і тривало аж до 1910 року через проблеми з фінансуванням, які й спричинили затримки в будівництві. Архітектором проєкту був Леві Т. Скофілд із Клівленда, який спроєктував виправну колонію з трьома різними архітектурними стилями, щоб заохотити в'язнів відродитися по новому у своєму духовному житті.
15 вересня 1896 року виправний заклад прийняв перших 150 правопорушників. За період свого функціонування, всього у колонії побувало 155 тисяч в'язнів.

### Закриття

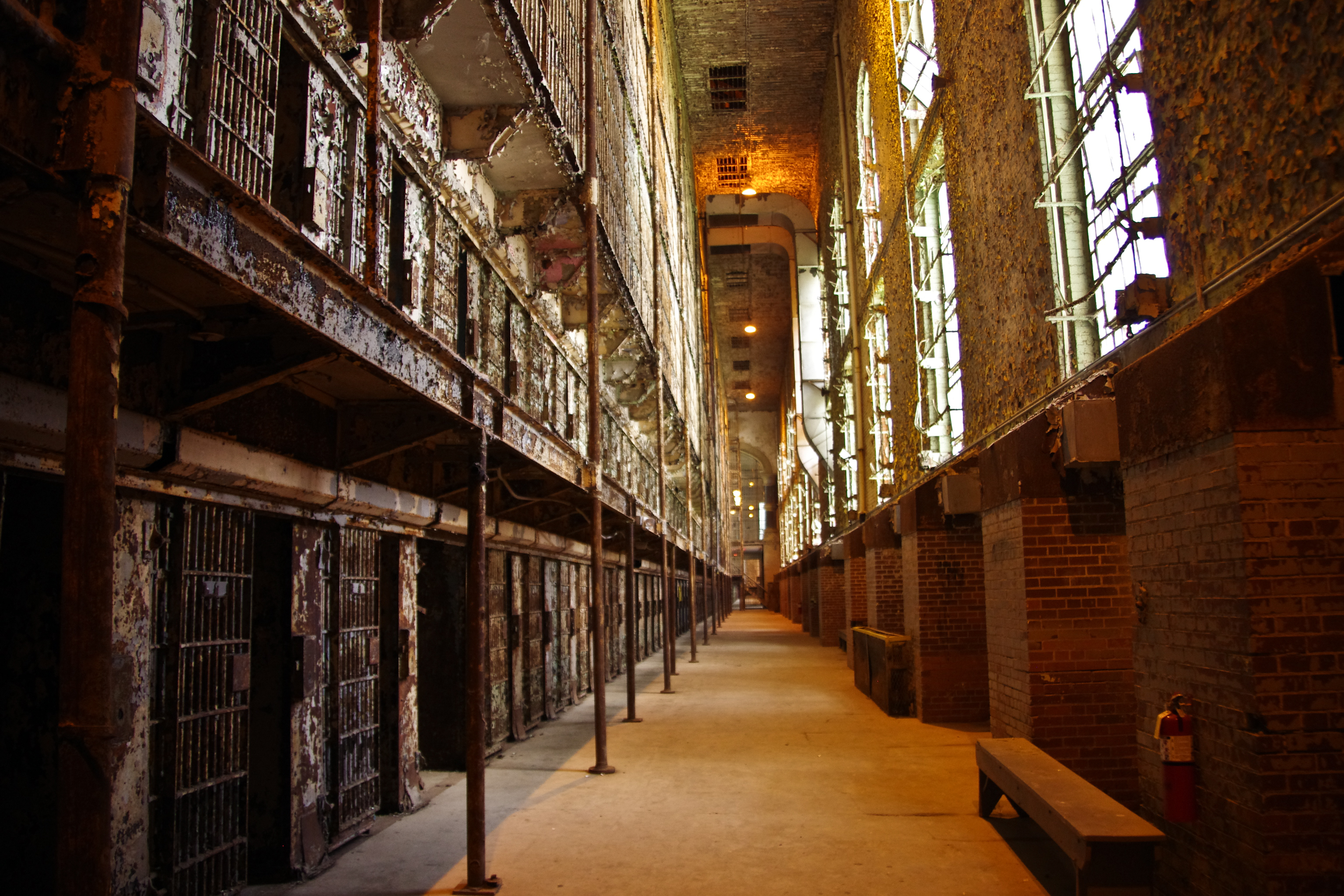
Менсфілдська в'язниця, всередині приміщення

Менсфілдська в'язниця працювала повноцінно до грудня 1990 року. За результатами колективного позову ув'язнених щодо перенаселеності та нелюдських умов утримання, окружний суддя ухвалив рішення про закриття в'язниці до кінця грудня 1986 року. Але дата закриття була перенесена на 1990 рік. В 1995 році в'язниця була перетворена на музей.

## Реставрація та екскурсії
Були проведені роботи з відновлення початкового зовнішнього вигляду закладу. Реставрація фінансується за рахунок пожертв і плати за екскурсії. Проводяться тематичні екскурсії, які розповідають про історію самого закладу, про життя в'язнів та про співпрацю з Голлівудом. Також відвідувачам пропонується взяти участь у полюванні за привидами.

## Фільми й телебачення
Менсфілдська в'язниця використовувалася як місце зйомок для багатьох фільмів, телевізійних програм та відеокліпів: «Гаррі і Волтер їдуть до Нью-Йорка» (1975).
«Танго і Кеш» (1989).
«Втеча з Шоушенка» (1994).
«Літак президента»  (1997).
гурт Godsmack відеокліп «Awake» (2000).
Рекламна зйомка Меріліна Менсона (1996).  
Ліл Вейн відеокліп «Go DJ» (2004).
гурт Attack Attack! відеокліп «Smokahontas» (2011).
гурт Motograter відеокліп «Dorian» (2017).
«План втечі 3» (2019).
Блогер MrBeast зняв в'язницю у своєму 24-годинному відео (2019).
«Іуда і чорний месія» (2019).
У 2017 році Менсфілдська в'язниця стала місцем проведення рок-фестивалю, на якому виступили Three Days Grace, 10 Years. У 2018 році на рок-фестивалі виступили Rise Against, A Day to Remember, Bush.

## Примітка
1. ↑  Національний реєстр історичних місць США — 1966.
2. 1 2  Historic Ohio State Reformatory. Destination Mansfield (амер.). Процитовано 15 серпня 2022.
3. ↑  Beth (4 березня 2022). This Former Ohio Prison Is Thought To Be One Of The Most Haunted Places On Earth. OnlyInYourState (амер.). Процитовано 15 серпня 2022.
4. ↑  Pizzoferrato, Lisa. Touring the Historic Ohio State Reformatory. WanderWisdom (англ.). Процитовано 15 серпня 2022.
5. ↑  Ohio State Reformatory. Abandoned (амер.). 3 квітня 2019. Процитовано 15 серпня 2022.
6. ↑  Ohio State Reformatory. Ohio Exploration Society (амер.). 25 травня 2016. Процитовано 15 серпня 2022.
7. ↑  Why did the ohio state reformatory close? Explained by FAQ Blog. faq-blog.com. Процитовано 15 серпня 2022.
8. ↑  Spray, Aaron (5 жовтня 2021). Mansfield Reformatory: The Story Behind The Ohio State Prison That Was Ordered To Be Shut Down By The Supreme Court. TheTravel (амер.). Процитовано 15 серпня 2022.
9. ↑  Shawshank Prison & Shawshank Museum. Shawshank Trail (амер.). Процитовано 15 серпня 2022.
10. ↑  Hauntings at Ohio State Reformatory. The Haunted Places (амер.). 14 вересня 2021. Процитовано 15 серпня 2022.
11. ↑  Beth (16 квітня 2019). A Night Inside Ohio's Most Haunted Reformatory Isn't For The Faint Of Heart. OnlyInYourState (амер.). Процитовано 15 серпня 2022.